# Astragalus tugarinovii
Astragalus tugarinovii är en ärtväxtart som beskrevs av Nina Alexandrovna Basilevskaja. Astragalus tugarinovii ingår i släktet vedlar, och familjen ärtväxter. Inga underarter finns listade i Catalogue of Life.